# Teszér
Teszér (szlovákul: Hontianske Tesáre, németül: Dessir) község Szlovákiában, a Besztercebányai kerületben, a Korponai járásban.

## Fekvése
Korponától 21 km-re délnyugatra, a Selmec partján fekszik. Hontudvarnok, Kisbácsfalu és Sipék (Alsó- és Felső-) tartozik hozzá.

## Élővilága
A faluban egy gólyafészket tartanak nyilván. 2023-ban 4, 2024-ben 3 fiókát számoltak össze.

## Története
A község területe már az újkőkorban lakott volt, a vonaldíszes kultúra településének maradványai kerültek itt elő.
Neve a szláv tesari (ácsok) szóból származik és arra utal, hogy a falu ácsmunkára kötelezett udvari szolgálónépek települése volt. Első írásos említése "Tezer" alakban 1279-ből való, amikor IV. László király az Ottokár cseh király elleni harcokban szerzett érdemeiért Kisteszér települést a Hont nembeli Demeter comesnek adta. 1285-ben Drégely várának tartozéka volt. A 14. században Nagytapolcsány várának tartozéka, kegyura az esztergomi érsek. Az 1332 és 1337 között kelt pápai tizedjegyzék már említi Szent Mihály tiszteletére szentelt templomát, mely valószínűleg a 12. század második felében épült. A falu a 16. században a Péli családé, később a Deméndy, Dobránszky, Hellenbach, Steinlein és Zmeskall családok a birtokosai. 1715-ben 53 háztartása volt a falunak. 1828-ban 100 házában 602 lakos élt, akik mezőgazdasággal, szőlőtermesztéssel foglalkoztak.
Vályi András szerint "TESZÉR. Tót falu Hont Várm. földes Ura B. Hellenbach Uraság, lakosai többfélék, fekszik F. Sipekhez nem meszsze, és annak filiája; legelője elég, szőleje jó borokat terem, tűzrevaló fája kevés."
Hont vármegye monográfiája szerint "Teszér, tót kisközség, 117 házzal és 592 ág. h. ev. lakossal; vasúti állomás és posta helyben van; egyúttal körjegyzőségi székhely. A vármegye e régi helységét már a XIII. században ismerték és akkor Kis- és Nagy-Tezer névvel két részből állott. 1279-ben IV. László király a Hunt nembeli Demeter comesnek az Ottokár cseh király ellen viselt háborúkban szerzett érdemei jutalmául, Kis-Tezer községet ajándékozta. 1285-ben is a drégelyi vár tartozékai közé sorozzák. A sági konvent egyik, 1311-ben kelt levele Tezer alakban említi s jelentősége mellett tanúskodik az is, hogy már a pápai tizedszedők 1332–37. évi jegyzéke plébánosát a jobbmóduak között tünteti föl. a XVI. század elején a Péli család a birtokosa, mígnem 1536-ban Péli Antal deák neje, Zsófia, itteni földjeit a sági prépostságnak ajándékozta. Az újabb korban a Teszéri Deméndy család volt a földesura, majd a Dobránszky, Hellenbach, gróf Steinlein és Zmeskall családok szerezték meg. Teszér községhez tartoznak az Alsópéri, Felsőpéri és Peleske nevű puszták. A község határában nagyobbszerű troglodyta barlang látható, mely némely részében emeletes is."
A trianoni békeszerződésig Hont vármegye Ipolysági járásához tartozott.

## Népessége
| Év:            | 1994. | 2004.   | 2014.   | 2024.   |
| -------------- | ----- | ------- | ------- | ------- |
| Emberek száma: | 818   | 899     | 940     | 868     |
| Eltérés:       |       | +9,90 % | +4,56 % | -7,65 % |

| Év:            | 2023. | 2024.   |
| -------------- | ----- | ------- |
| Emberek száma: | 871   | 868     |
| Eltérés:       |       | -0,34 % |

1880-ban 549 lakosából 11 magyar és 506 szlovák anyanyelvű volt.
1890-ben 552 lakosából 38 magyar és 487 szlovák anyanyelvű volt.
1900-ban 592 lakosából 90 magyar és 494 szlovák anyanyelvű volt.
1910-ben 567 lakosából 43 magyar és 475 szlovák anyanyelvű volt.
1921-ben 572 lakosából 13 magyar és 551 csehszlovák volt.
1930-ban 652 lakosából 8 magyar és 637 csehszlovák volt. Kisbácsfalun 103 szlovák és 15 magyar, Hontudvarnokon 397 szlovák és 8 magyar, Alsósipéken 114 szlovák és 7 magyar, Felsősipéken 152 szlovák és 1 magyar élt.
1991-ben 834 lakosából 3 magyar és 703 szlovák volt.
2001-ben 847 lakosából 779 szlovák, 62 cigány és 2 magyar volt.
2011-ben 928 lakosából 826 szlovák, 15 cigány és 1 magyar volt.
2021-ben 889 lakosából 843 (+4) szlovák, (+1) magyar, 6 (+95) cigány, 9 (+1) egyéb és 31 ismeretlen nemzetiségű volt.

## Nevezetességei

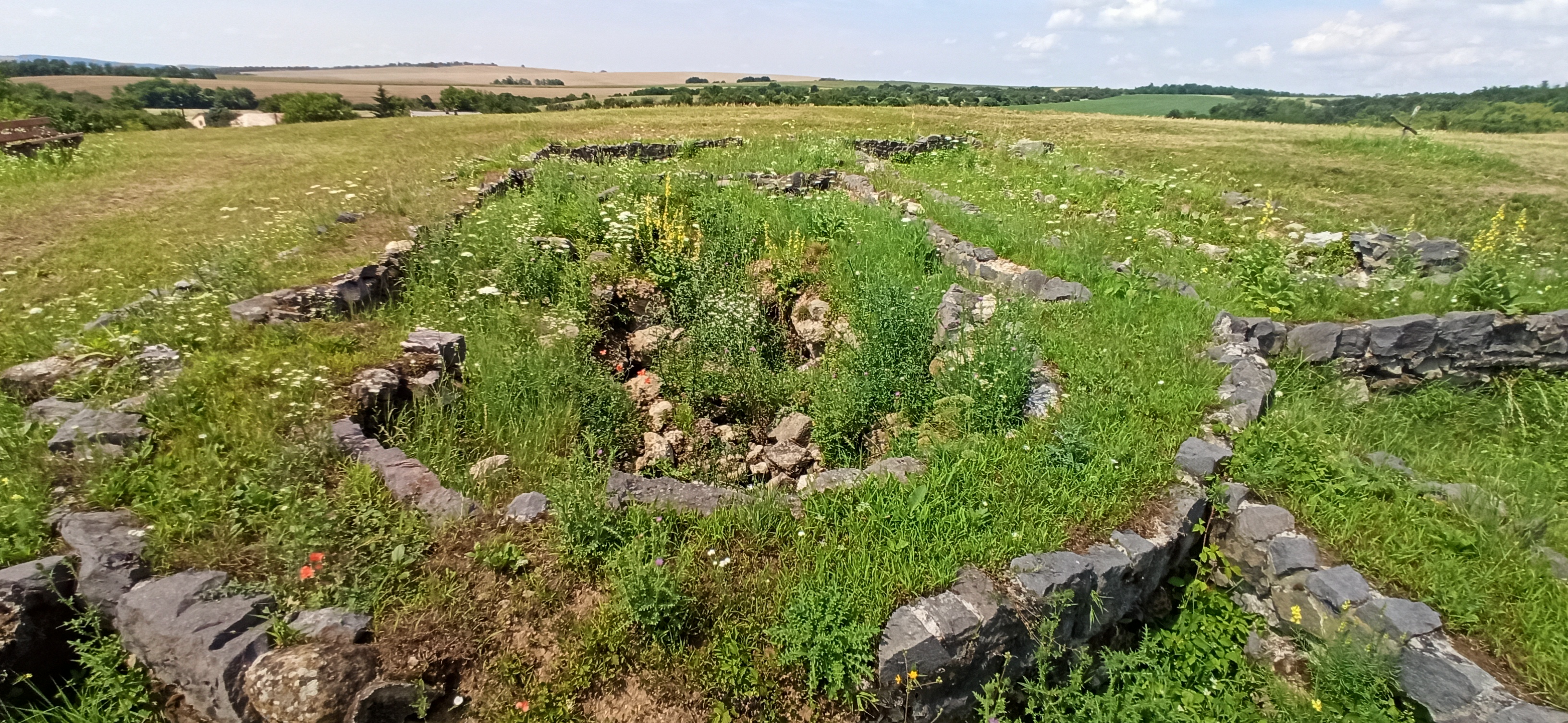
A Szent Mihály templom romjai

- A Teszérhez tartozó Patkóspusztán található a Teszéri család ma már romos, egykori kúriája. A kúria már a 15. században állt, a török hódoltság alatt elpusztult, de a 17. században újjáépítették, majd a 19. század elején fogadóvá alakították át. A hagyomány szerint Pefőfi is vendégeskedett benne.
- Patkóspusztán találhatók a 12. században épült Szent Mihály templom romjai.

## Neves személyek
- A Teszérhez tartozó Alsópírben született 1435 körül Thuróczi János történetíró, legnagyobb műve a Chronica Hungarorum (Thuróczi-krónika), az első nagy történeti összefoglaló mű a magyarság történetéről.[forrás?]
- Itt született 1745 körül Coroni Frigyes evangélikus lelkész, esperes.
- Teszéren élt és dolgozott Karol Braxatoris (1806–1869) szlovák költő, aki itt is van eltemetve.
- Hontudvarnokon hunyt el 1926-ban Krupec István evangélikus lelkész.

## Külső hivatkozások
- Hivatalos oldal Archiválva 2009. február 16-i dátummal a Wayback Machine-ben
- Községinfó
- Teszér Szlovákia térképén
- Regionhont.sk
- E-obce.sk Archiválva 2008. február 7-i dátummal a Wayback Machine-ben